# هرمز پیشوائی
هرمز پیشوائی سیاست‌مدار ایرانی بود، که در دوره بیست و چهارم مجلس شورای ملی بعنوان نماینده بندر انزلی از استان گیلان در مجلس شورای ملی حضور داشت.